# Ізоструктурні сполуки
І́зострукту́рні сполу́ки (рос. изоструктурные соединения, англ. isostructural compounds) — хімічні  сполуки, яким мають однакову
кристалічну структуру, хоч вони відрізняються за хімічним складом. Такі сполуки можуть утворювати змішані кристали.